# Urretxu
Urretxu is een gemeente in de Spaanse provincie Gipuzkoa in de regio Baskenland met een oppervlakte van 8 km². Urretxu telt 6.805 inwoners (1 januari 2016).

## Demografische ontwikkeling
Bron: INE, 1857-2011: volkstellingen

## Geboren
- Alex Díaz (2001), wielrenner